# Mehdi Abtahi
Seyed Mehdi Abtahi (in persiano: مهدی ابطهی; Teheran, 2 marzo 1963) è un allenatore di calcio a 5, ex giocatore di calcio a 5 ed ex calciatore iraniano.

## Carriera
Come massimo riconoscimento in carriera vanta la partecipazione, con la Nazionale di calcio a 5 dell'Iran, al FIFA Futsal World Championship 1992 a Hong Kong dove la nazionale asiatica ha centrato il quarto posto finale, sconfitta nella finalina dalla Spagna.